# Ed Rendell
Ed Rendell es un político estadounidense, él fue gobernador de Pensilvania desde el 21 de enero de 2003 hasta  18 de enero de 2011. Nació el 5 de enero de 1944 en Nueva York y estudió en la Universidad de Pensilvania. También fue alcalde de Filadelfia desde 1992 hasta el 2000.
Existe documentación que demuestra presión indebida durante su administración, contra la EPA, a favor de Range Resources, compañía dedicada a la explotación de gas natural, de la cual se ha encontrado, que contamina fuentes de agua para consumo humano.
| Predecesor: Wilson Goode | Alcalde de Filadelfia 1992-2000 | Sucesor: John F. Street |

- Datos: Q434902
- Multimedia: Ed Rendell / Q434902